# Aedes stimulans
Espèce
Aedes stimulans est une espèce d'insectes diptères.
Chez cette espèce de moustiques, comme chez d'autres espèces de ce groupe, le déterminisme sexuel est dû aux conditions de l'environnement. Le développement de mâles adultes ne se fait que si les larves croissent à relativement basse température. À température plus élevée toutes les larves se différencient en femelles.